# Bieganowo-Palast

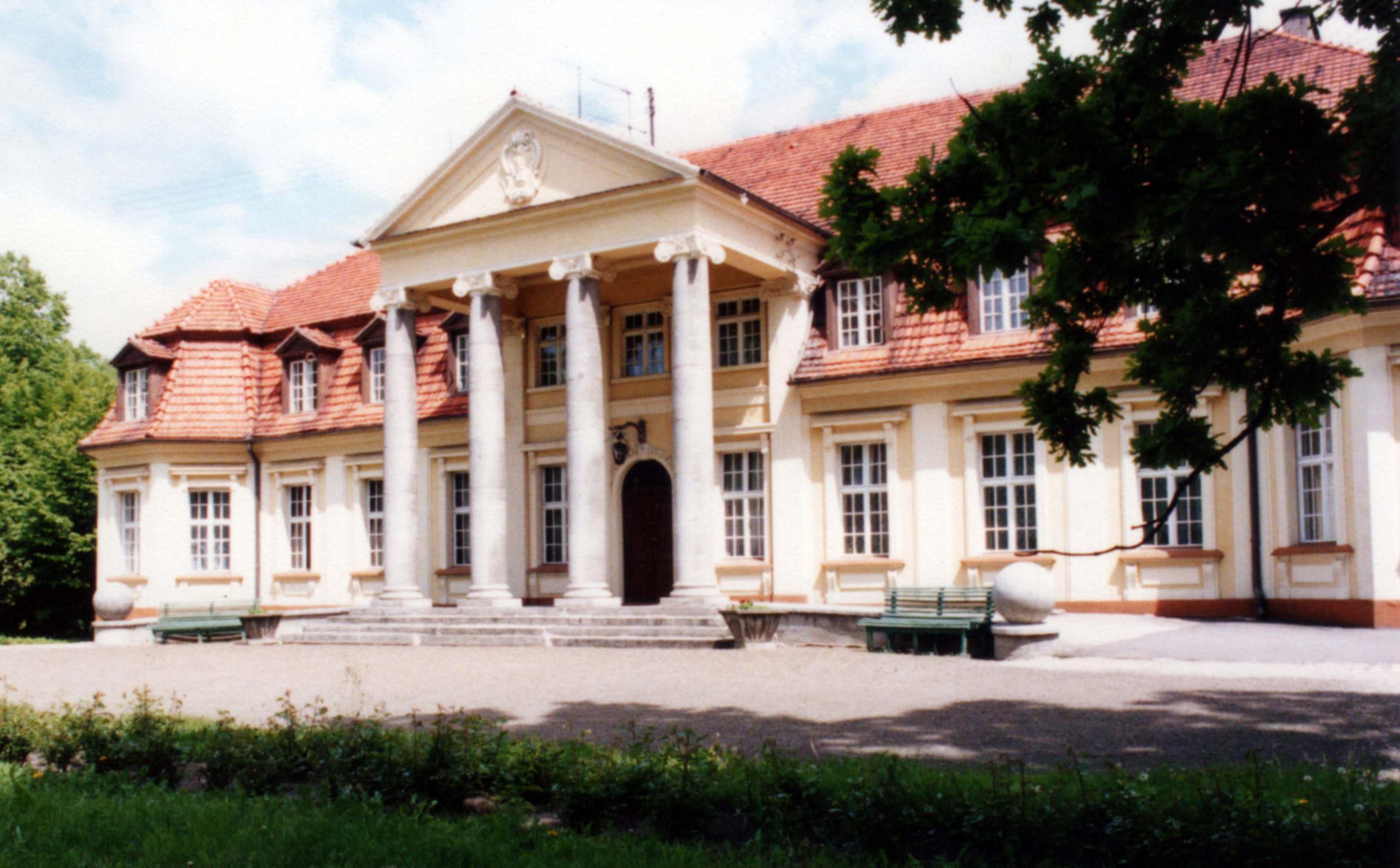
Front

Der Bieganowo-Palast (polnisch Pałac w Bieganowie) ist ein neoklassizistischer Palast in Bieganowo (Gemeinde Kołaczkowo) in Polen in der Woiwodschaft Großpolen.

## Beschreibung
Der Palast hat einen rechteckigen Grundriss mit einem Mansarddach und symmetrisch angeordneten Erkern. Die Achse der Eingangsfassade hat einen Portikus und einen dreieckigen Giebel. Zum Garten hat er eine große Terrasse, die mit Statuen geschmückt ist.

## Geschichte
Er wurde von 1914 bis 1916 nach Plänen von Stefan Cybichowski für Edward Grabski errichtet. Bieganowo gehörte bis zum siebzehnten Jahrhundert Grzymalici Bieganowskich. Im Jahre 1880 gehörte es Stanislaw Bronisz. Im Jahr 1939 wurde es von Edward Grabski in Besitz genommen.

## Fotos

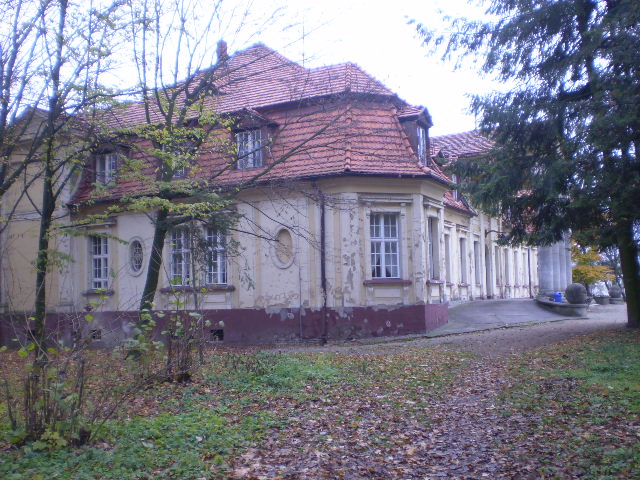
Nordseite
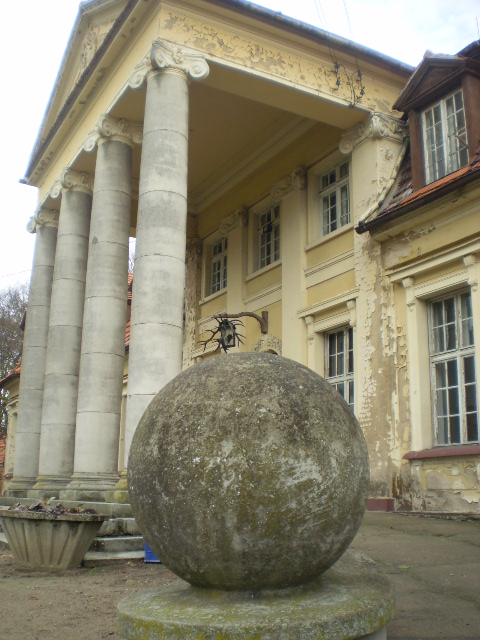
Front
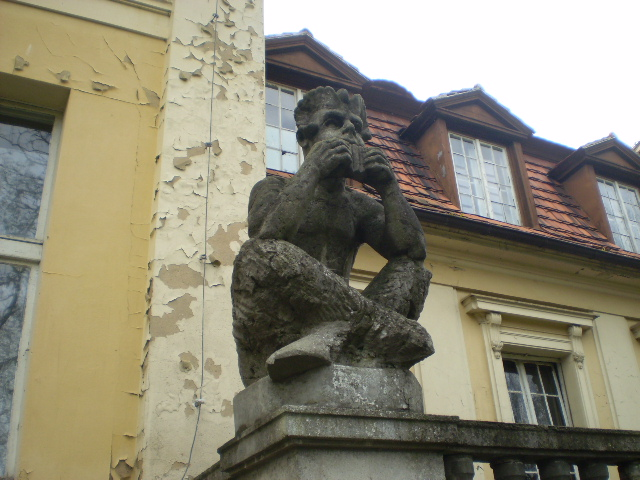
Skulptur
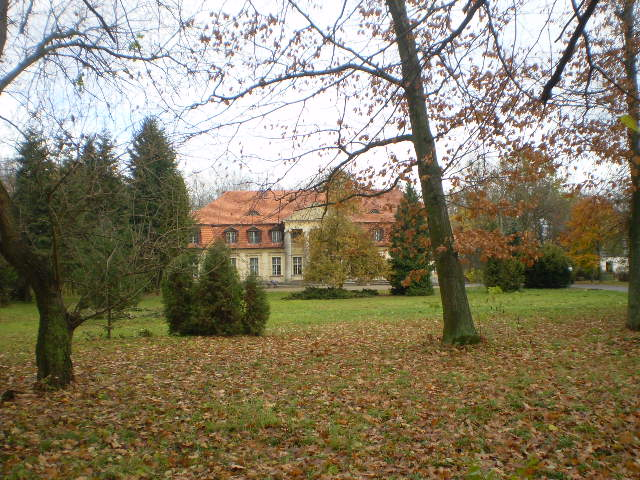
Park
Fassade